# Melánia Nemcová
Melánia Nemcová, rozená Servátková ( 28. října 1918 Veľký Šariš – 16. srpna 2006 Bratislava) byla slovenská etnografka, publicistka a choreografka.

## Život
Reálné gymnázium navštěvovala a ukončila v Prešově a jako učitelka nastoupila učit nejprve do Stropkova v roce 1938 ao rok později se svým budoucím manželem odešli učit na Kysuce, do Nesluše. Potom učila ještě v Horném Vadičovu a v roce 1940 se vrátila zpět na východní Slovensko do Plavnice.
Po 6 letech dostali nabídku do Strážského, kde manžel přestavěl zámeček na školu a kde se začal stavět závod Chemko Strážske. Tehdy Melánie Němcová založila dětský folklorní soubor při škole, který byl jakýmsi předchůdcem souboru Strážčan. Soubor byl tak populární, že se zúčastnil natáčení folklórního filmu Na zelené louce v režii tehdy začínajícího režiséra Ladislava Rychmana.
V té době pohostinně udělala jednu choreografii v Poddukelském uměleckém lidovém souboru, ve kterém ji po úspěchu angažovali v roce 1954 a ve kterém pracovala až do roku 1972. V té době vytvořila asi 160 choreografií a vedla soubor i jako jeho umělecká šéfka, a to v období od roku 1965 až do roku 1972, kdy absolvovala velké turné po USA a Kanadě.